# 青山会館

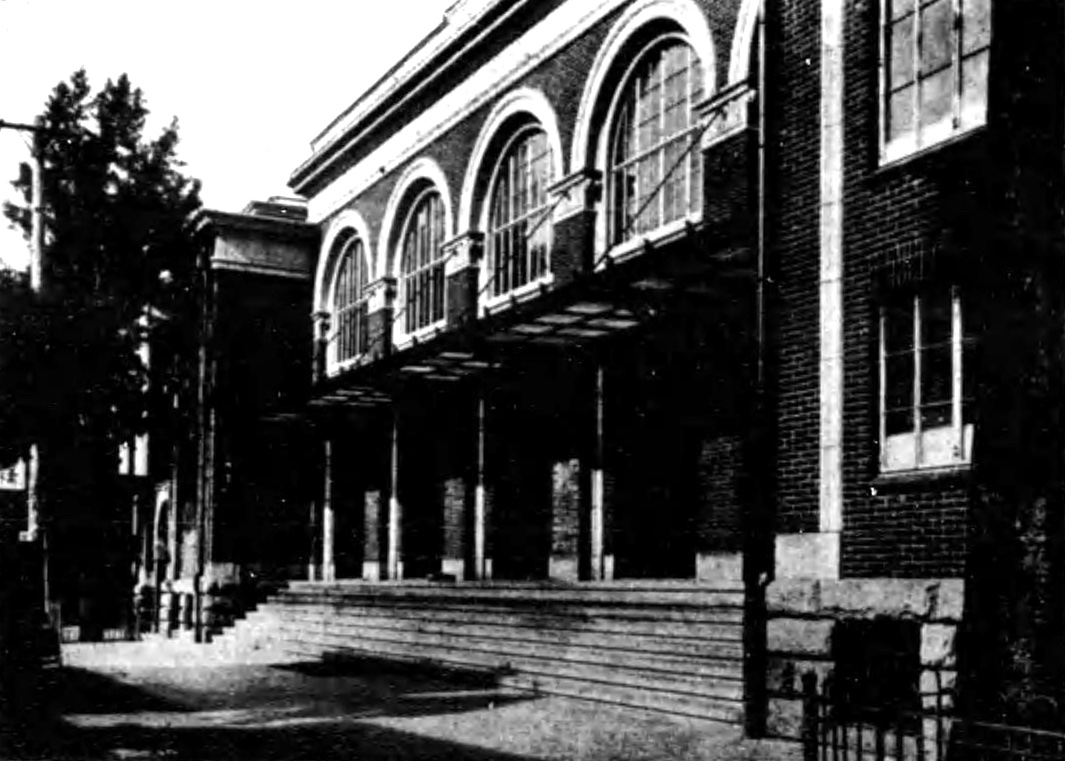
外観

青山会館（あおやまかいかん）は、かつて東京・青山（青山南町）に所在した文化施設である。
皇室中心思想に基づく国民の徳性と知識の向上と社会教化を目的として1925年（大正14年）に開館し、内部には2,000人を収容できる講堂を備えていた。運営者は財団法人青山会館。

## 概要
1925年（大正14年）、東京市赤坂区青山南町六丁目30番地に開館した。所在地は国民新聞社社長徳富蘇峰の邸宅跡地で、会館は徳富の寄付によって創設された。
会館創設の目的は皇室中心思想に基づく皇国民としての徳性と知識の向上と社会教化で、建物は建築家・岡田信一郎が設計した近代的なものだった。建築工事は1923年（大正12年）3月に始まり、同年9月に発生した関東大震災に伴う中断を経て、1924年（大正13年）12月31日に完成した。
2,000人収容の大講堂を備えた青山会館では各種大会が開催され、1925年（大正14年）11月 には、英語研究機関・英語教授研究所の第二回大会、1928年（昭和3年）には徳富蘇峰自身による「文章報国40年祝賀会」が行われている。また、1927年（昭和2年）6月には、慶應義塾大学と明治大学との間でボクシングの「第一回慶明対抗戦」が開催されている。
青山会館は皇室思想の実現を目的に開館しているものの、他の宗教による利用にも開放されており、1929年（昭和4年）1月にはキリスト教会のひとつである日本ホーリネス教会による宗教法案反対の信徒大会が開かれているほか、1930年（昭和5年）7月には、宗教法人・霊友会の発足式がここで行われている。
財団法人としての青山会館は出版事業も行い、1927年（昭和2年）には西郷隆盛の甥、西郷従徳による『昭和聖勅謹話』を出版している。

## 現在
12階建ての大型高級マンション 「南青山第一マンションズ」が1970年（昭和45年）12月に竣工した（住所は、東京都港区南青山5-1-10）。
このマンションには新築時から入居していた作家・向田邦子をはじめ、財界人・平岩外四、コピーライター・糸井重里や川崎徹など多くの著名人が居住し、現在でも青山・表参道地区を代表するヴィンテージ・マンションのひとつとなっている。当マンションの特徴として居住経験のある柴田亜美によれば、地下に倉庫があることや1階と8階にそれぞれ打ち合わせのためのロビーがある事を『ドキばぐ』の作中内で話題にしていた事がある。